# Campagna di Lerida
La campagna di Lerida (la latina Ilerda) fu una campagna militare, avvenuta tra giugno e l'agosto del 49 a.C., che vide coinvolte le legioni di Giulio Cesare e l'armata spagnola di Pompeo, guidata dai suoi legati Lucio Afranio e Marco Petreio. Diversamente da altri episodi della guerra civile, si trattò più di una campagna di guerra, che comportò assedi, inseguimenti e scaramucce, piuttosto che di un vero scontro campale.

## Contesto storico
Il senato, intimorito dai successi in Gallia di Cesare, aveva dunque deciso di favorire Pompeo, nominandolo consul sine collega nel 52 a.C., perché frenasse le ambizioni del suo vecchio alleato. Negli anni seguenti il senato aveva fatto in modo che i consoli eletti fossero sempre appartenenti alla factio dei pompeiani e che osteggiassero dunque le mosse del proconsole di Gallia; Cesare, di contro, aveva in mente di ottenere il consolato per il 49 a.C., in modo da poter tornare a Roma senza divenire oggetto di procedure penali e, una volta rientrato nell'Urbe, impadronirsi del potere. Per questo, nel 50 a.C., gestendo le sue scelte politiche dalla Gallia Cisalpina, richiese al senato la possibilità di candidarsi al consolato in absentia, ma se la vide nuovamente negare, come già era successo nel 61 a.C. Comprese le intenzioni del senato, Cesare riuscì a far eleggere come tribuni della plebe i fidati Marco Antonio e Gaio Scribonio Curione, i quali proposero che sia Cesare che Pompeo sciogliessero le loro legioni entro la fine dell'anno. Il senato, invece, ingiunse a entrambi i generali di inviare una legione per la progettata spedizione contro i Parti, mentre elesse consoli per il 49 a.C. Lucio Cornelio Lentulo Crure e Gaio Claudio Marcello, feroci avversari di Cesare. Il proconsole delle Gallie ordinò allora ad Antonio e Curione di avanzare una nuova proposta in senato, chiedendo di poter restare proconsole, conservando solo due legioni e candidandosi in absentia al consolato. Sebbene Cicerone fosse favorevole alla ricerca di un compromesso, il senato, spinto da Catone, rifiutò la proposta di Cesare, ordinando anzi che sciogliesse le sue legioni entro la fine del 50 a.C. e tornasse a Roma da privato cittadino per evitare di divenire hostis publicus.
Il primo gennaio del 49 a.C., Cesare fece consegnare dal tribuno della plebe Gaio Scribonio Curione una lettera-ultimatum ai consoli di quell'anno, Lucio Cornelio Lentulo Crure e Gaio Claudio Marcello, proprio nel giorno in cui entravano in carica. La lettera venne a fatica letta in Senato, ma non se ne poté discutere poiché la maggioranza era ostile a Cesare. Tra questi vi era anche il suocero di Pompeo, Quinto Cecilio Metello Pio Scipione Nasica. Qualcuno riuscì a parlare a vantaggio di Cesare, ma soprattutto a favore della pace, come Marco Calidio e Marco Celio Rufo, i quali ritenevano che Pompeo dovesse partire per le proprie province, in modo da eliminare ogni possibile ragione di guerra. Essi credevano che Cesare temesse che le due legioni che gli erano appena state sottratte per la guerra partica (legio I e XV), sarebbero state invece riservate proprio a Pompeo, forse per il fatto di essere state accampate vicino a Roma. Il violento intervento del console Lucio Lentulo mise però a tacere le richieste dei due senatori, tanto che i più si associarono alla richiesta di Scipione che chiedeva:
(Cesare, De bello civili, I, 2.)
Il 7 gennaio, in seguito ad un ultimatum del Senato nei confronti di Cesare, in cui gli si intimava di restituire il comando militare, i tribuni della plebe favorevoli a Cesare, Antonio e Cassio Longino, fuggirono da Roma, rifugiandosi presso Cesare a Ravenna.
Nei giorni che seguirono, Pompeo radunò il senato fuori Roma, lodandone il coraggio e la fermezza, e lo informò delle proprie forze militari. Si trattava di un esercito di ben dieci legioni. Il senato riunito propose allora di effettuare nuove leve in tutta Italia. Furono quindi distribuite le province a cittadini privati, due delle quali erano consolari e il resto pretorie: a Scipione toccò la Siria, a Lucio Domizio Enobarbo la Gallia. Tutto ciò accadde senza che i poteri fossero stati ratificati dal popolo, al contrario si presentarono in pubblico col paludamento e, dopo aver fatto i dovuti sacrifici, i consoli lasciarono la città; vennero quindi disposte leve in tutta Italia; si ordinano armi e denaro dai municipi, anche sottraendolo ai templi.

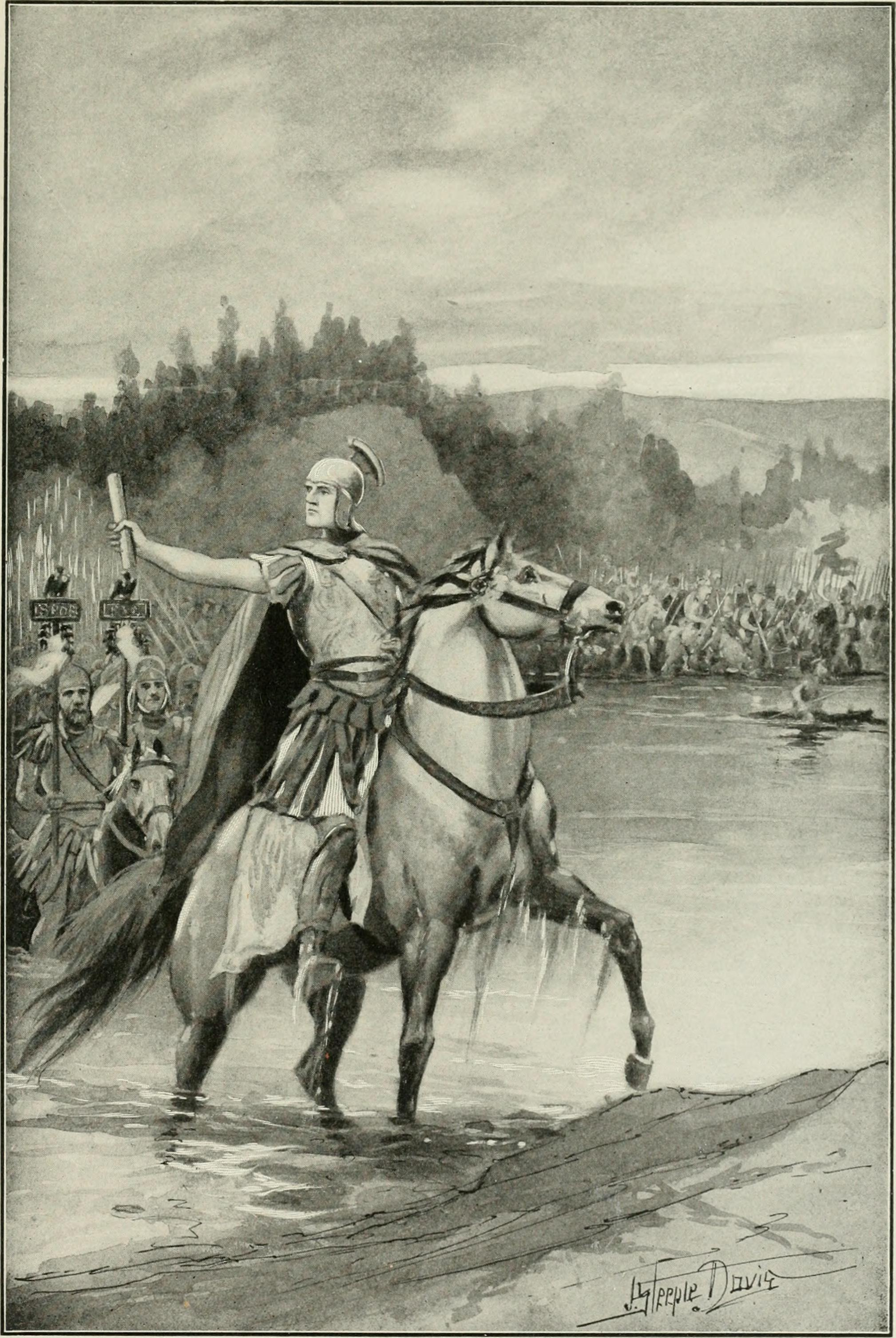
Cesare attraversa il Rubicone

Cesare, quando ebbe notizia di quello che stava accadendo a Roma, arringò le truppe (adlocutio) dicendo loro che, pur dolendosi delle offese arrecategli in ogni occasione dai suoi nemici, era dispiaciuto che l'ex-genero, Pompeo, fosse stato sviato dall'invidia nei suoi confronti, lui che l'aveva da sempre favorito. Si rammaricò inoltre che il diritto di veto dei tribuni fosse stato soffocato dalle armi. Esorta pertanto i soldati, che per nove anni avevano militato sotto il suo comando, a difenderlo dai suoi nemici, ricordandosi delle tante battaglie vittoriose ottenute in Gallia e Germania. Fu così che:
(Cesare, De bello civili, I, 7.)
Dopo aver arringato le truppe ed aver così ottenuto il loro benestare, Cesare partì con la legio XIII alla volta di Rimini (Ariminum). Sappiamo che nella notte dell'11 gennaio del 49 a.C. passò il Rubicone. Egli, forse pronunciando la famosa frase Alea iacta est attraversò il fiume che rappresentava il confine dell'Italia romana, alla guida di una sola legione, dando così inizio alla Guerra civile. Gli storici non concordano su ciò che Cesare disse nella traversata del Rubicone. Le due teorie più diffuse sono Alea iacta est («Il dado è tratto»), e Si getti il dado! (un verso del poeta greco Menandro suo commediografo preferito). Svetonio ed altri autori riportano «Iacta alea est».
Con il passaggio del Rubicone, Cesare aveva dichiarato ufficialmente guerra al senato (optimates), divenendo però nemico della res publica romana. È altresì vero che la risposta fornita dai consoli e Pompeo, venne giudicata da Cesare un'ingiustizia:
(Cesare, De bello civili, I, 11.)
L'avanzata di Cesare in Italia fu talmente rapida da provocare il panico a Roma, tanto che il console Lentulo fuggì dalla capitale, dopo aver aperto l'erario pubblico (aerarium sanctius) per prelevare il denaro da consegnare a Pompeo, secondo quanto era stato stabilito nel decreto del senato. L'altro console, Marcello, e la maggior parte dei magistrati lo seguirono. Gneo Pompeo invece era già partito il giorno precedente per recarsi presso le due legioni ricevute da Cesare (legio I e XV), che si trovavano in Puglia nei quartieri invernali (hiberna). Numerose furono le città che si arresero o aprirono le porte al proconsole delle Gallie. Corfinio fu assediata e conquistata, mentre le truppe di Domizio Enobarbo andarono ad ingrossare l'esercito del vincitore. La marcia di Cesare allora proseguì fino a giungere a Brindisi in Apulia, dove Pompeo fu assediato per nove giorni, ma riuscì a fuggire con la flotta in Epiro.
E sebbene Cesare credesse fosse più vantaggioso raccogliere una flotta ed inseguire Pompeo via mare, prima che lo stesso potesse congiungersi con altre forze in Macedonia e Oriente. Del resto Pompeo aveva requisito tutte le navi della zona, negandogli un inseguimento immediato. Ora non gli rimaneva che attendere le navi dalle più lontane coste della Gallia cisalpina, del Piceno e dallo stretto di Messina, ma questa operazione sarebbe risultata lunga e piena di difficoltà per la stagione. Ciò che poté fare invece fu di evitare che gli eserciti pompeiani si rafforzassero nelle due Spagne, dove soprattutto la Hispania Citerior era vincolata a Pompeo dagli immensi benefici ricevuti durante la guerra sertoriana, e che Gallia e Italia potessero passare dalla parte dei pompeiani.
Rientrato il 1º aprile a Roma dopo anni di assenza, si impossessò delle ricchezze contenute nell'erario e, a una sola settimana dal ritorno, decise poi di marciare contro la Spagna (che gli accordi di Lucca avevano assegnato a Pompeo).

### Casus belli

Busto di Gaio Giulio Cesare (Musei Vaticani, Roma).

Una volta tornato a Roma, Cesare riunì il senato, per ricordare i torti ricevuti dai suoi avversari:
(Cesare, De bello civili, I, 32.)
Ricordò ai patres di aver proposto egli stesso che, sia lui che Pompeo, congedassero gli eserciti, mettendo così a rischio la propria carica e prestigio. Poi mise in evidenza l'accanimento dei suoi nemici nei suoi confronti, rifiutandosi di attuare ciò che esigevano da Cesare; denunciò inoltre l'offesa arrecata ai tribuni della plebe nel limitare i loro poteri; enumerò infine le condizioni da lui proposte e i colloqui richiesti per trovare una soluzione pacifica ma sempre negati. Al termine di questo discorso, Cesare chiese ai senatori di assumersi il governo della repubblica e di amministrarla insieme con lui. Nel caso si fossero tirati indietro, egli non si sarebbe sottratto e l'avrebbe amministrata da solo. Concluse dicendo che si dovevano inviare ambasciatori a Pompeo per trattare.
E sebbene il senato approvasse la proposta di inviare ambasciatori, non si riuscì a trovare chi mandare, per il timore di quanto aveva detto Pompeo in precedenza.
(Cesare, De bello civili, I, 33.)
Dopo tre giorni di discussioni senza trovare alcuna soluzione, avendo saputo inoltre che il tribuno della plebe Lucio Metello aveva nei piani quello di tirare per le lunghe, per non perdere altro tempo, decise di partire da Roma, giungendo pochi giorni dopo nella Gallia ulteriore. Qui giunto, venne a sapere che Lucio Vibullio Rufo, da lui liberato a Corfinio, era stato inviato da Pompeo in Spagna, mentre Domizio Enobarbo era partito per occupare Marsiglia (Massilia) con sette navi veloci, che aveva requisite da privati nell'isola del Giglio e nel territorio di Cosa. Lo avevano preceduto dei giovani marsigliesi di nobile famiglia, mandati in patria come ambasciatori, esortati da Pompeo, poco prima di partire da Roma, a non dimenticare i vecchi benefici che aveva concesso loro.
Fu così che i Marsigliesi chiusero le porte a Cesare, chiamando in aiuto gli Albici, popolazione barbara che viveva nei vicini monti (a nord-est della città) e che erano da lunghissimo tempo sotto la loro protezione. Decisero quindi di trasportare in città più frumento possibile dalle regioni vicine, organizzando anche le fabbriche d'armi in città e riparando le antiche mura, le porte e la flotta. Si poteva dire che fossero pronti ad essere assediati. Cesare però preferì tentare di convincerli del contrario, chiamando a sé i quindici primati della città, affinché essi non gli dichiarino guerra. Ricorda loro di seguire l'autorevole esempio di tutta l'Italia piuttosto che obbedire alla volontà del solo Pompeo.

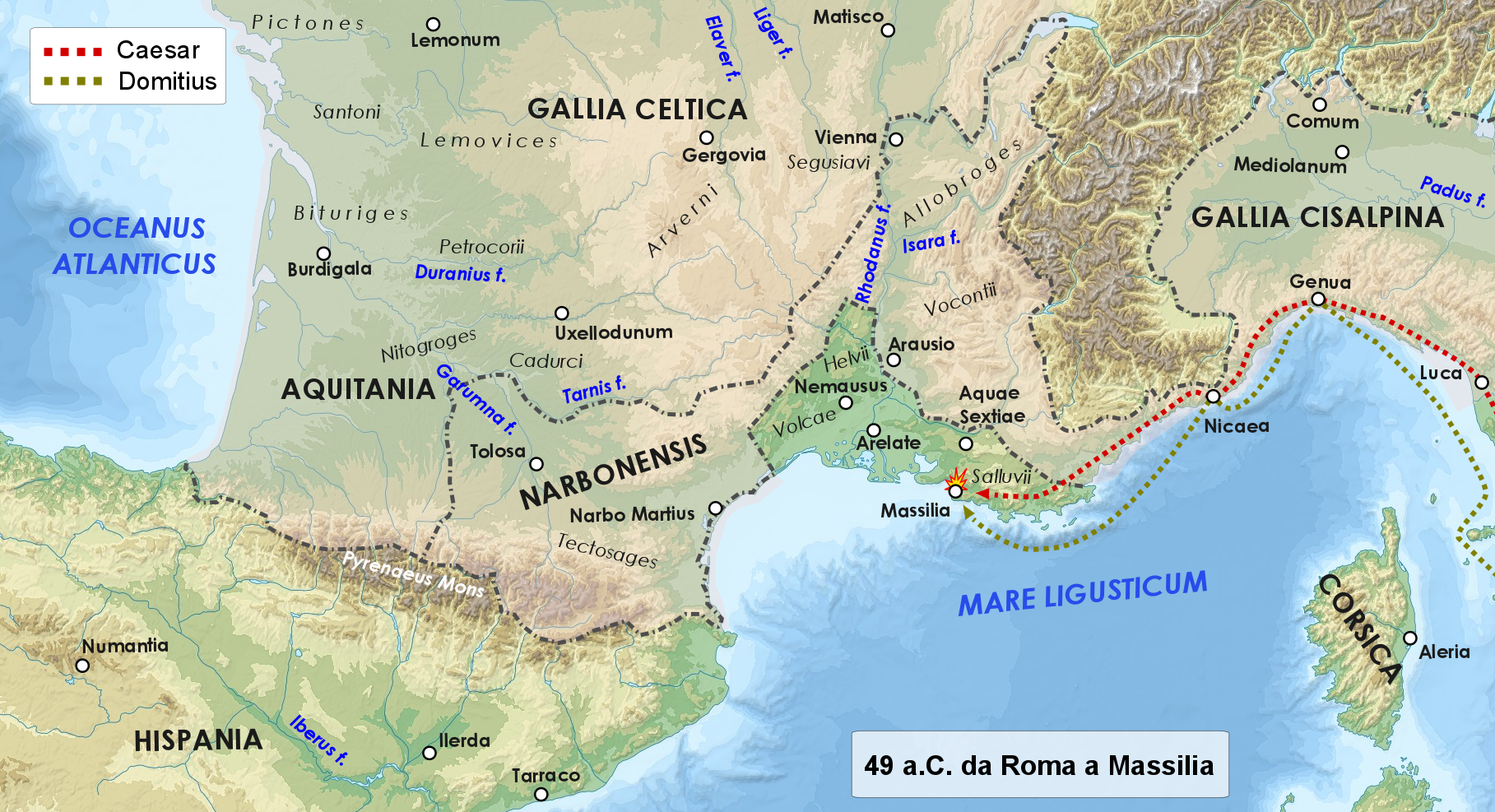
49 a.C. Cesare una volta partito da Roma, raggiunse prima Massalia (che poco dopo assediò, lasciandone la direzione a Gaio Trebonio) e poi proseguì per la Spagna

E mentre avvenivano queste discussioni, Gneo Domizio Enobarbo giunse a Marsiglia con la sua flotta, accolto dagli abitanti e messo a capo del governo della città. Il primo suo ordine fu quello di inviare la flotta in ogni direzione per catturare più navi da carico possibili. Una volte rimorchiate in porto si provvedette a selezionare quelle scarsamente provviste di ferro, di legname e di attrezzi per armare e riparare le altre. Contemporaneamente venne raccolto in un granaio pubblico tutto il frumento disponibile, oltre a quelle merci e vettovaglie utili per resistere ad un eventuale assedio della città. Cesare, «sdegnato da questo comportamento oltraggioso», fece condurre tre legioni nei pressi della città ed iniziò a costruire torri e vinee pronto a cingere d'assedio la città. Contemporaneamente fece allestire in Arles (Arelate) 12 navi da guerra. Una volta che queste ultime furono portate a termine ed armate in trenta giorni, furono condotte nei pressi di Marsiglia e affidate al comando di Decimo Bruto. Le legioni furono invece lasciate al suo legatus Gaio Trebonio, pronte ad assediare la città da terra. Fatto ciò Cesare partì per la Spagna (3 giugno).

## Forze in campo
Pompeaiani
In Spagna erano presenti tre legati di Pompeo: Lucio Afranio, Marco Petreio e Marco Terenzio Varrone. Il primo occupava con tre legioni la provincia della Hispania Citerior, il secondo con due la Hispania Ulterior (dal passo di Castulo fino al fiume Anas) e l'ultimo sempre con due legioni il territorio dei Vettoni (dall'Anas alla Lusitania). E se Petreio si mosse per raggiungere Afranio con tutte le sue forze, partendo dalla Lusitania e muovendo attraverso il paese dei Vettoni, Varrone rimase a difendere la Hispania Ulterior con le sue legioni. Poco prima Petreio aveva provveduto ad arruolare nuove truppe di cavalleria e truppe ausiliarie in tutta la Lusitania, Afranio nella Celtiberia, tra i Cantabri e tra tutte le popolazioni nei pressi dall'Oceano. Una volta raccolte queste forze, Petreio si unì rapidamente ad Afranio, prendendo la comune decisione di condurre le operazioni militari nei pressi di Ilerda, considerata l'importanza strategica del luogo. Alle cinque legioni di Afranio e Petreio si aggiungevano 30 coorti circa, fra quelle della Spagna citeriore, munite di scutum e quelle della Spagna ulteriore armate di caetra. A queste forze di truppe ausiliarie si univano 5 000 cavalieri provenienti dalla due province. Cesare aggiunge una notizia, quasi certamente priva di fondamento:
(Cesare, De bello civili, I, 39.)
Cesare
È lo stesso Cesare ad informarci sulla consistenza delle sue truppe. Egli racconta che per prima cosa decise di inviare in Spagna il legato Gaio Fabio con le tre legioni (legio VII, IX e XI) che erano dislocate nei pressi di Narbona (Narbo Martius), con l'obbiettivo di occupare rapidamente i valichi dei Pirenei, che erano tenuti da presidi dal legato di Pompeo, Lucio Afranio. Ordinò infine che a seguirlo giungessero altre tre legioni (legio VI, X e XIV), che erano acquartierate in accampamenti un po' più lontano (Gallia Comata a Matisco).
A queste 6 legioni andava aggiunto un nutrito gruppo di truppe ausiliarie, che comprendevano 6 000 fanti e 3 000 cavalieri ed avevano prestato servizio sotto di lui nelle guerre precedenti; se ne assommavano altrettante provenienti dalla Gallia Comata, da poco pacificata, scelte tra gli uomini più nobili e valorosi di ogni gente; erano infine aggregati altri 2 000 uomini proveniente dalla Gallia Aquitania e delle tribù montane confinanti con la Gallia. Cesare stabilì inoltre che:

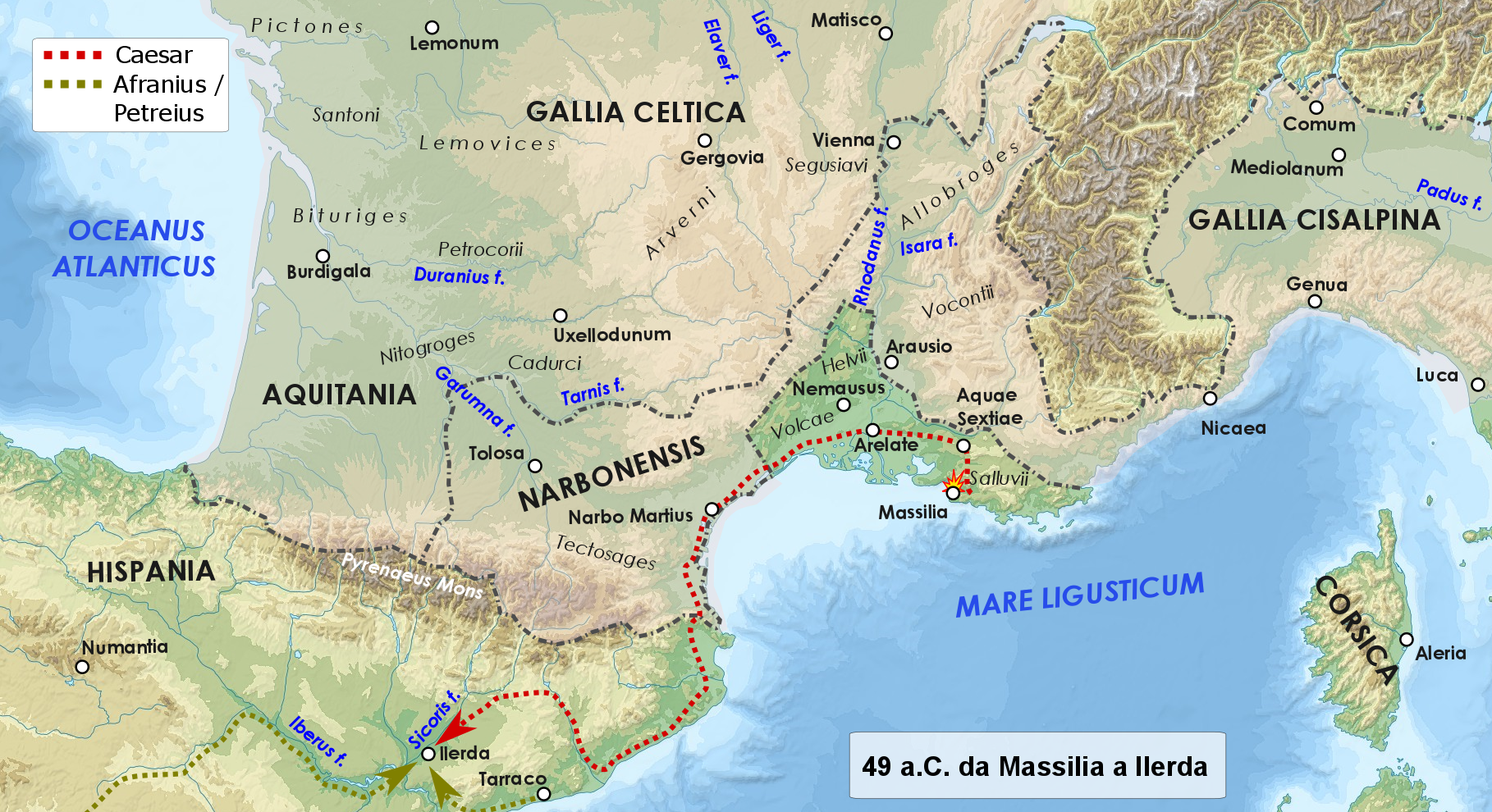
49 a.C. Cesare, una volta affidata la direzione dell'assedio di Marsiglia a Gaio Trebonio (giugno 49 a.C.), parte per la Spagna contro le armate pompeiane di Afranio e Petreio

(Cesare, De bello civili, I, 39.)

## La Campagna militare (20 giugno - 2 agosto)

### L'arrivo di Fabio e i primi scontri

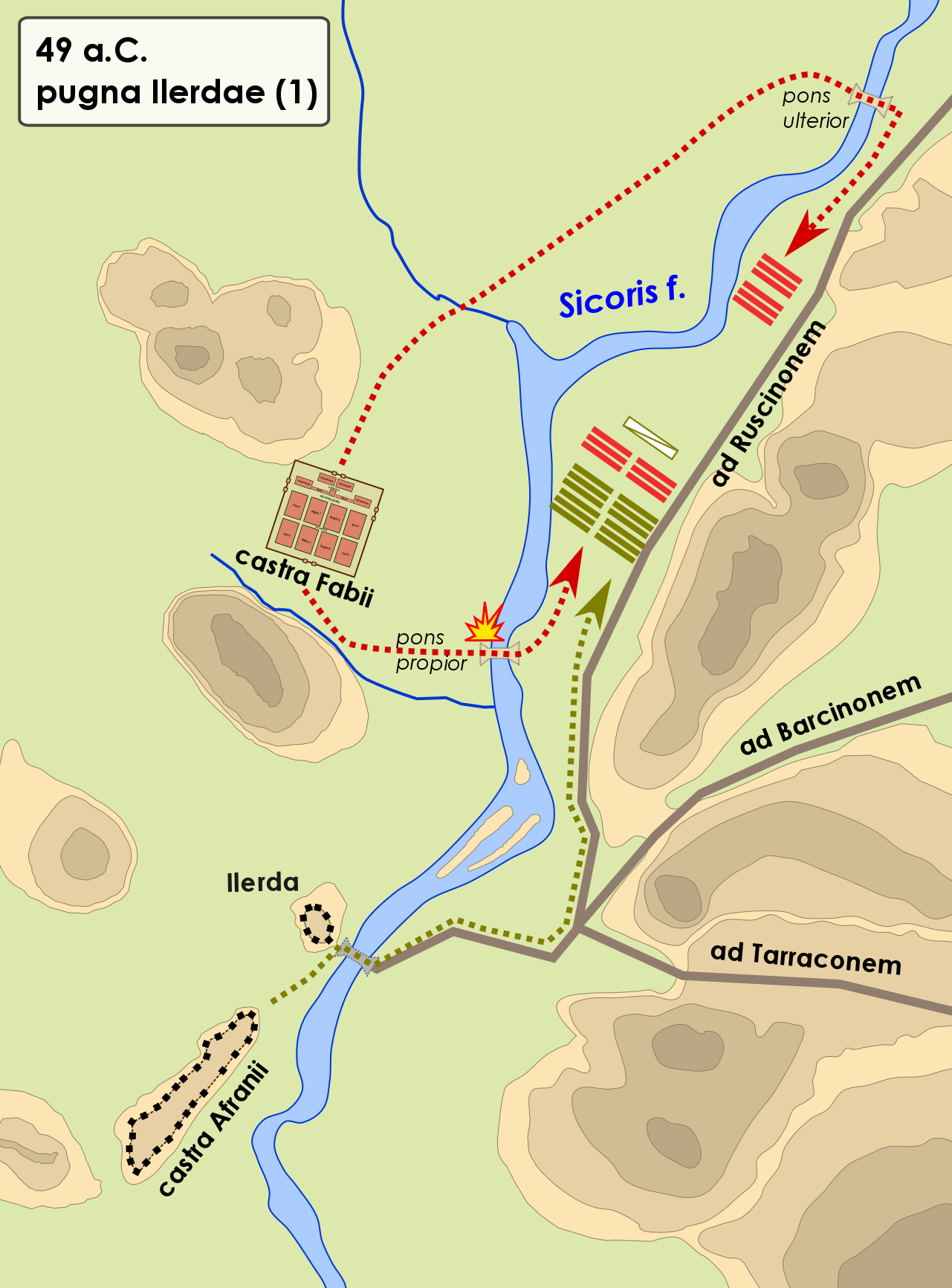
Battaglia di Ilerda: prime fasi. La mappa mostra il primo scontro tra Planco e Fabio, dalla parte dei cesariani, e Afranio da quella dei pompeiani

Fu così che Fabio, come gli era stato ordinato, riuscì a cacciare i presidi nemici da tutti i valichi e a marce forzate mosse contro l'esercito di Afranio. Il legato di Cesare cercò, per prima cosa, di acquistarsi la benevolenza delle popolazioni vicine con una serie di messaggeri. Poi fece costruire sul fiume Sicoris due ponti (pons propior e pons ulterior), distanti l'uno dall'altro quattro miglia. Egli inviava attraverso questi ponti a raccogliere foraggiamenti, dopo aver consumato tutto quanto aveva trovato nei giorni precedenti quanto aveva trovato al di qua del fiume. Allo stesso modo si comportavano i due legati dell'esercito pompeiano, tanto che spesso le due parti si scontravano con le rispettive cavallerie.
Cesare racconta che:
(Cesare, De bello civili, I, 40.)
Quando Petreio e Afranio si accorsero che il ponte di Fabio, che si trovava a monte del loro campo, era crollato per la presenza di legname e graticci nel fiume, in gran fretta Afranio fece passare al di là del fiume quattro legioni e tutta la cavalleria, attraverso il suo ponte in pietra che si trovava nei pressi della città di Ilerda e del loro campo, pronto a dar battaglia.
Quando venne a sapere del loro arrivo, Lucio Munazio Planco, che era al comando delle due legioni di Fabio, decise di occupare un'altura lì vicina, schierando le sue truppe su due fronti opposti in modo da non essere circondate dalla cavalleria. Venuto a battaglia con un numero di forze inferiore, riuscì a sostenere gli attacchi delle legioni da una parte e della cavalleria dall'altra. Poco dopo vennero in soccorso di Planco altre due legioni di Gaio Fabio attraverso il ponte più lontano, in quanto egli sospettava ciò che poi era realmente accaduto, vale a dire che i comandanti nemici approfittassero del crollo del ponte per sopraffare le due legioni di Planco.
(Cesare, De bello civili, I, 40.)
La situazione era così critica per l'esercito di Cesare, che i due legati pompeiani fecero diffondere a Roma la notizia di una sua prossima resa; da queste voci, sarebbe dipesa la decisione di Cicerone, rimasto fino ad allora neutrale tra le due fazioni, di passare dalla parte dei pompeiani.

### L'arrivo di Cesare (22 giugno) e la costruzione di un nuovo accampamento
Due giorni dopo (22 giugno) giunse al campo di Fabio, Cesare con 900 cavalieri, che aveva con sé come scorta personale. Intanto il ponte distrutto dalla tempesta era stato quasi completamente ricostruito e fu completato entro la notte successiva. Dopo una ricognizione dei luoghi, Cesare dispose di lasciare a guardia del ponte ricostruito e del campo 6 coorti con tutti i bagagli. Poi mosse con tutto il resto delle truppe schierate su tre linee (triplex acies) in direzione di Ilerda. Giunto nei pressi dell'accampamento di Afranio si fermò per offrire battaglia in un luogo pianeggiante.
Afranio allora condusse fuori la sua armata, disponendola a metà del colle, a ridosso del proprio accampamento. Quando però Cesare si accorse che Afranio non aveva alcuna intenzione di attaccare, decise di accamparsi a circa quattrocento passi dalla base del colle. E affinché i soldati non si trovassero a costruire il campo sotto attacco, preferì non costruire inizialmente la palizzata (vallum), che si sarebbe vista da lontano, ma sul fronte del nemico fece scavare una fossa (fossatum) di quindici piedi (4,5 metri circa). Fu così che la prima e la seconda fila rimasero in armi, mentre alle loro spalle l'opera era realizzata di nascosto dalla terza fila, e venne completata prima che Afranio se ne accorgesse. Al termine della giornata Cesare decise di condurre le legioni all'interno del fossato, rimanendovi in armi per tutta la notte successiva.
Il giorno seguente Cesare trattenne l'intero esercito al di qua della fossa e, poiché il materiale per la costruzione della palizzata si trovava piuttosto lontano, decise di continuare nei lavori come aveva fatto il giorno precedente: assegna a ciascuna legione un lato dell'accampamento da fortificare, facendo scavare delle fosse pari a quella scavata il giorno precedente; le altre legioni, equipaggiate alla leggera, furono invece schierate in armi di fronte al nemico.
Intanto Afranio e Petreio fecero schierare i loro soldati alla base del colle dove si trovava il loro accampamento, in modo da cercare di impaurire gli avversari, impedirne il lavoro ed offrendo battaglia. Ma Cesare non interruppe i lavori, sicuro della protezione delle tre legioni e della prima fossa. I legati di Pompeo alla fine preferirono ricondurre i soldati nell'accampamento. Il terzo giorno Cesare riuscì a fortificare l'intero campo con una palizzata e si fece raggiungere dalle altre coorti, che aveva lasciato nell'accampamento di Fabio, insieme ai bagagli.

### Battaglia davanti adIlerda(26 giugno)
Fra la città di Ilerda e il vicino colle, dove si erano accampati Petreio e Afranio, vi era una pianura larga circa trecento passi (450 metri circa). Quasi nel mezzo di questa sorgeva un'altura non molto elevata. Cesare riteneva che, se l'avesse conquistata e poi fortificata, avrebbe chiuso al nemico la via alla città, al ponte di pietra e agli approvvigionamenti che avevano lasciato in città. Fu così che ordinò a tre legioni di uscire dal campo e schierarsi, mentre agli antesignani di una delle legioni di correre ad occupare l'altura.
Purtroppo la manovra dei cesariani non passò inosservata, tanto che le coorti di Afranio di guardia davanti al campo, furono prontamente inviate, seguendo un percorso più breve, ad occupare l'altura. La battaglia improvvisamente si accese, e visto che i soldati di Afranio erano giunti per primi in cima al colle, riuscirono a respingere i cesariani che furono costretti a ripiegare verso le insegne delle legioni, grazie anche all'arrivo dei rinforzi nemici.
Cesare descrive come combattevano i soldati di Afranio:
(Cesare, De bello civili, I, 44.)

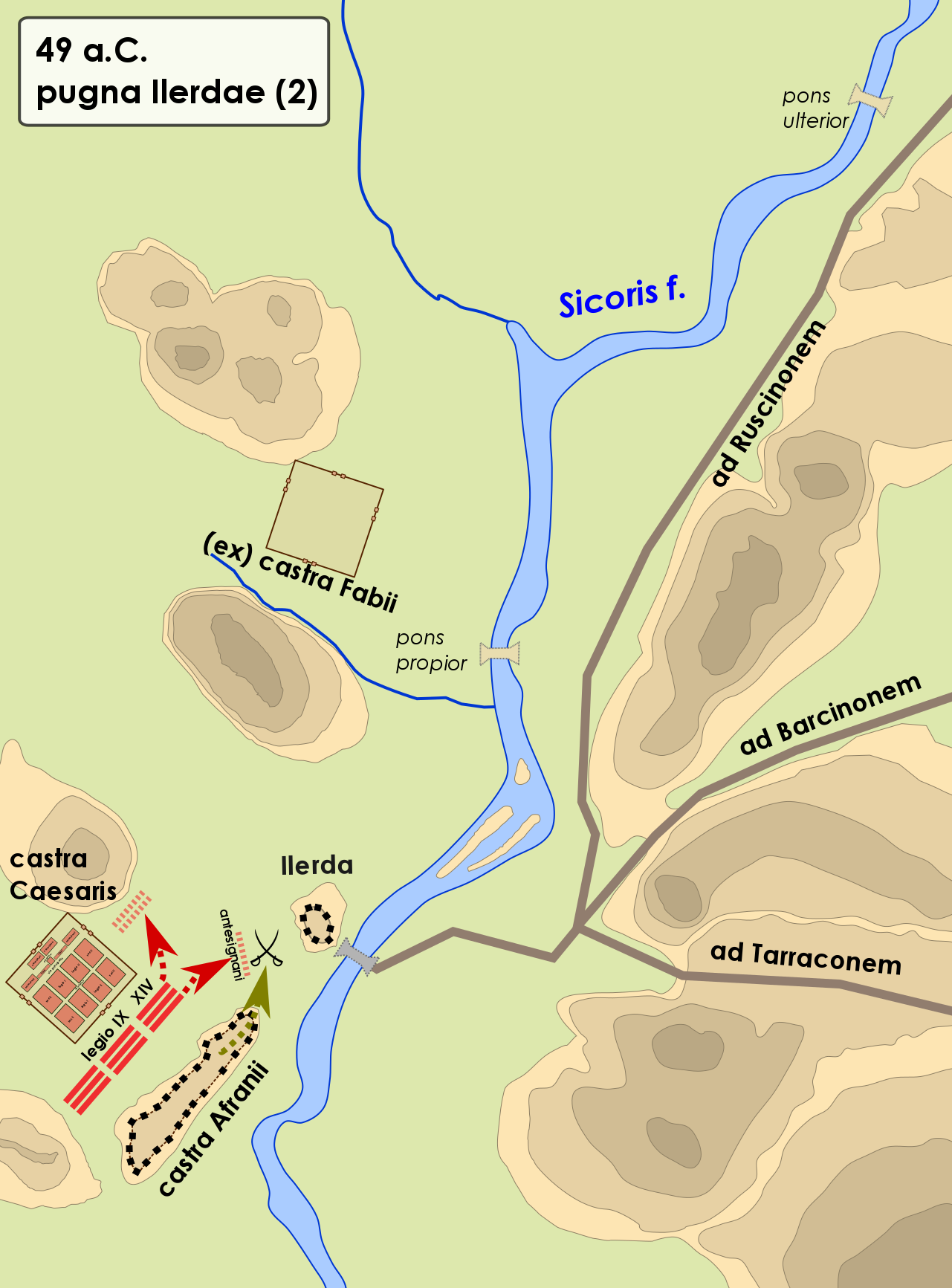
Battaglia di Ilerda: dopo l'arrivo di Cesare, il campo di Fabio fu spostato a ridosso di quello di Afranio. La mappa mostra la battaglia che seguì questo spostamento

Questa tattica generò nei soldati di Cesare un forte scompiglio, in quanto non erano abituati a combattere in questo modo, credendo di essere circondati dal fianco destro, vedendo i nemici avanzare in ordine sparso. E così quando furono scompigliati gli antesignani, la legione che si trovava da quella parte dello schieramento cesariano non riuscì a tenere la posizione e si ritirò sul vicino colle.
Fu allora che Cesare, vedendo le sue truppe in grave difficoltà, inviò in aiuto la legio IX, che riuscì ad arrestare il nemico, costringendolo a ritirarsi verso la città di Ilerda e fermandosi solo a ridosso delle sue mura. Ma i soldati della IX legione, trasportati dal proprio ardore, si spinsero ben oltre gli ordini impartiti dal loro comandante, in una posizione sfavorevole ai piedi del colle. Quando giunse il momento di ritirarsi, i soldati di Afranio iniziarono ad incalzarli a loro volta dall'alto. Ilerda infatti dalla descrizione di Cesare appariva:
(Cesare, De bello civili, I, 45.)
Lungo questo pendio i cesariani si stavano ritirando. Qui si stava combattendo secondo Cesare su un terreno «sfavorevole non solo per essere tanto stretto, ma anche perché i nostri si erano fermati proprio ai piedi del colle». In questo modo i cesariani erano facile bersaglio dei proiettili lanciati dall'alto della collina di Ilerda. La battaglia era ormai nel pieno del suo svolgimento: il numero dei soldati di Afranio, infatti, aumentava e dall'accampamento erano inviate continuamente nuove coorti di rinforzo fino alla città, per rimpiazzare con truppe fresche quelle stanche, tanto che anche Cesare fu costretto a fare lo stesso.
Dopo cinque ore di combattimenti senza tregua, una volta che i proiettili furono terminati, i cesariani si lanciarono in un assalto disperato con le spade sguainate verso il colle contro le coorti nemiche, travolgendo alcuni e costringono gli altri a fuggire. Respinte quindi le coorti fin sotto le mura e in parte dentro la città, finalmente i cesariani poterono facilmente ritirarsi, grazie anche all'appoggio della cavalleria che, da due lati si interpose fra i due eserciti. Cesare al termine della battaglia ne fa un bilancio:
(Cesare, De bello civili, I, 46.)
Vi è da aggiungere che gli afraniani fortificarono l'altura, per la quale era nata la battaglia, e vi posero una guarnigione.
(Cesare, De bello civili, I, 47.)

### Scarseggiano i viveri tra i cesariani
Due giorni gli avvenimenti poco sopra raccontati, un improvviso e violento temporale portò una piena del fiume talmente forte da distruggere entrambi i ponti che erano stati costruiti da Gaio Fabio. Questo ovviamente non poté che generare grandi difficoltà all'esercito di Cesare. Infatti il suo accampamento era situato tra due fiumi, il Sicoris e il Cinga (distanti fra loro circa trenta miglia), che non si potevano più attraversare, in modo che il suo esercito risultò bloccato in questo spazio ristretto.
Non potevano rifornirli di grano quelle città che si erano alleate con Cesare, né potevano allontanarsi troppo i suoi soldati per foraggiare, tagliati fuori com'erano dai due fiumi. E neppure potevano raggiungerli convogli di viveri provenienti dall'Italia o dalla Gallia. La stagione era inoltre poco favorevole, in quanto il nuovo raccolto era stato trasportato quasi interamente da Afranio ad Ilerda prima dell'arrivo di Cesare, e quest'ultimo aveva consumato nei giorni precedenti quel poco che gli era rimasto.
Vi si aggiunga che gli abitanti dei villaggi vicini, a causa della guerra imminente, avevano portato il proprio bestiame lontano. E come se non bastasse i Lusitani, armati alla leggera e i soldati della Spagna citeriore, armati di caetra, attaccavano quelli che si allontanavano in cerca di foraggio. Per gli indigeni era facile passare il fiume, in quanto usavano andare in guerra forniti di otri.
Al contrario l'esercito di Afranio disponeva di cibo in abbondanza ed i continui rifornimenti erano garantiti senza alcun rischio dal ponte in pietra di fronte ad Ilerda, che Cesare era impossibilitato a raggiungere. E sebbene la piena durò parecchi giorni, Cesare non fu in grado di ricostruire i ponti, poiché non solo fu impedito dall'eccessivo ingrossamento del fiume, ma anche dal nemico posto a guardia della riva, sempre pronto a lanciare una gragnola di proiettili contro i cesariani.
E quando ad Afranio giunse la notizia che una grande quantità di approvvigionamenti, destinati a Cesare, si trovava ferma sulla riva opposta del fiume, decise di attaccare. Si trattava di una carovana costituita da arcieri ruteni della Gallia Aquitania, e cavalieri galli con molti carri e bagagli, secondo l'uso gallico. Vi erano circa seimila uomini di ogni classe sociale con schiavi e figli, ma il disordine regnava sovrano.
Fu così che Afranio decise di partire in piena notte con tutta la cavalleria e tre legioni per annientarli. Il primo assalto fu improvviso da parte della cavalleria. Tuttavia i cavalieri galli riuscirono a difendersi in un primo momento. Quando videro avvicinarsi le insegne delle legioni, si rifugiarono sui colli vicini senza gravi perdite. In quella giornata caddero in combattimento circa duecento arcieri, pochi cavalieri e una piccola quantità di portatori e di bagagli.
A causa delle ragioni sopra esposte e della carestia in corso, Cesare asserisce che il prezzo del grano continuò a crescere, fino a raggiungere cinquanta denari al moggio. La penuria aveva fiaccato le forze dei soldati, facendo crescere il disagio dei cesariani ogni giorno che trascorreva. Il loro comandante si trovò pertanto nella condizione di dover porvi rimedio a tutti i costi.
(Cesare, De bello civili, I, 52.)
Cesare allora richiese aiuto di bestiame a quelle città con le quali aveva stretto un'alleanza, inviò portatori alle popolazioni più lontane e fece di tutto per sopperire a tali disagi.
Intanto Afranio e Petreio fecero giungere a Roma queste notizie in modo esagerato, tanto da far credere che la fine della guerra fosse ormai prossima. Fu così che dall'Italia in molti partirono per raggiungere Pompeo ed informarlo degli ultimi eventi a lui favorevoli.

### Cesare si assicura nuovi approvvigionamenti
Cesare, non potendo più attendere gli eventi, fece costruire dai suoi soldati alcune navi, sulla base di quanto aveva appreso durante le sue spedizioni in Britannia. La chiglia e l'ossatura erano costruite in legno leggero. Il resto dello scafo era fatto di vimini, rivestito di cuoio.
Portata a termine la loro costruzione, le fece trasportare di notte su dei carri uniti insieme, per un tragitto di 22 miglia romane (oltre 30 km), lontane dal suo accampamento. Grazie, poi, a queste navi, fece passare dei soldati sull'altra riva, dove andò ad occupare un vicino colle fortificandolo, prima che gli afraniani se ne accorgessero.
Vi trasferì quindi una legione sull'altra riva e iniziò la costruzione di un ponte da entrambe le parti, portandolo a termine in due soli giorni. Concluse queste operazioni, condusse al campo base il convoglio in totale sicurezza, oltre a tutti coloro che in precedenza si erano recati alla ricerca di frumento, e riattivò così la via degli approvvigionamenti.
Quello stesso giorno Cesare ordinò alla sua cavalleria di assalire all'improvviso i foraggiatori nemici sparsi ovunque e che raccoglievano rifornimenti senza alcun timore. Il bottino raccolto fu notevole. Numerosi furono i capi di bestiame da soma catturati. Negli scontri i cesariani riuscirono a distruggere un'intera coorte di caetrati. Alla fine senza perdite fecero ritorno all'accampamento del loro comandante.
Poco dopo giunse a Cesare la notizia della vittoria del suo legatus Decimo Bruto, nelle acque davanti a Massalia, che fecero ben sperare nella vittoria finale anche in Spagna.
Le sorti della fortuna cambiarono infatti a favore dei Cesariani una volta che il ponte venne terminato. I soldati di Afranio si trovarono ora in difficoltà, venendo spesso incalzati dalla cavalleria cesariana, tanto da essere costretti a limitare il loro raggio d'azione. Fu così che dopo aver interrotto per parecchi giorni il foraggiamento, ripresero a farlo solo di notte, contro l'uso comune.
Intanto gli abitanti di Osca e di Calagurris inviarono a Cesare degli ambasciatori dimostrandosi disponibili a fornire vettovagliamenti al proconsole romano e pronti ad obbedire ai suoi ordini. Seguirono il loro esempio anche gli abitanti di Tarraco, oltre agli Iacetani, agli Ausetani ed agli Illurgavonenses (il cui territorio è bagnato dall'Ebro).
A tutte queste popolazioni venne richiesto frumento e bestie da soma, che prontamente vennero portate nell'accampamento di Cesare. Contemporaneamente anche una coorte illurgavonense passò dalla sua parte, disertando il turno di guardia. Questa nuova situazione che si era andata così creando, non solo aveva generato fiducia nelle truppe cesariane, ma molte popolazioni lontane cominciarono ad abbandonare Afranio, passando dalla parte avversa.

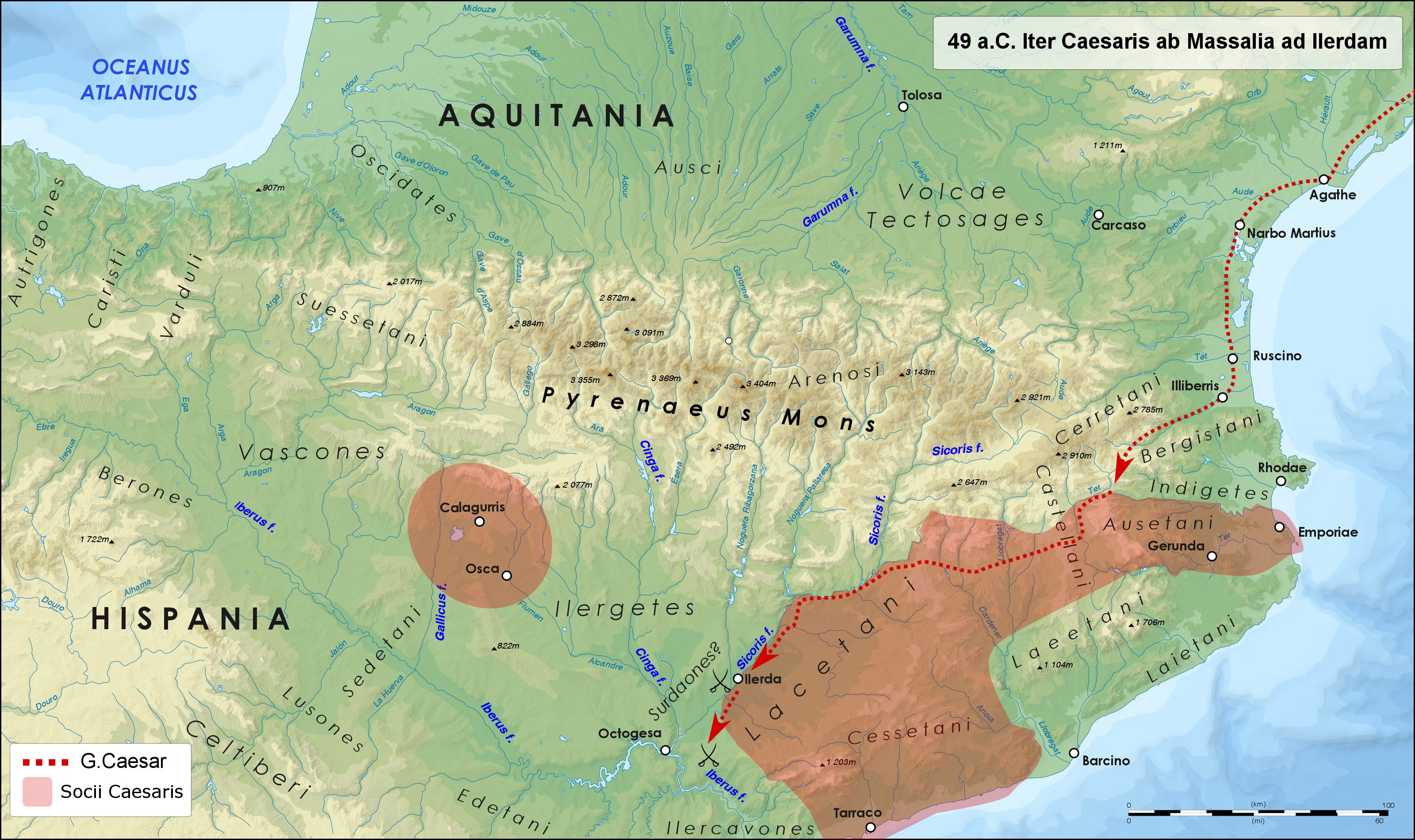
La campagna di Lerida di Cesare 49 a.C.

### Ritirata di Afranio e Petreio
Cesare non solo era riuscito a ripristinare gli approvvigionamenti costruendo un nuovo ponte, ma, trovato un luogo adatto sul fiume Sicoris, aveva fatto scavare parecchie fosse larghe trenta piedi per deviarne il corso e formare un guado. La cosa sconvolse talmente i due legati pompeiani da indurli ad abbandonare di propria iniziativa il campo per unirsi alla seconda armata pompeiana in Spagna Ulteriore, comandata da Marco Terenzio Varrone, dove si aspettavano inoltre notevoli contingenti di cavalleria e truppe ausiliarie alleate. Essi temevano di essere tagliati fuori dai rifornimenti di viveri e foraggio.
Fu così che Afranio e Petreio ordinarono di raccogliere ad Octogesa (Mequinenza), a 20 miglia dal loro accampamento (30 km), il maggior numero di navi che riuscirono a reperire lungo il fiume Ebro. Disposero quindi di costruire un ponte di barche e vi trasportarono sull'altra riva due legioni, fortificandone il campo con una palizzata di 12 piedi (3,5 metri circa). Poi lasciarono due coorti a guardia del vecchio accampamento e passarono con il resto delle truppe il fiume Sicoris, poco dopo la mezzanotte, raggiungendo le altre due legioni sulla riva opposta.
Quando Cesare venne a sapere di questa iniziativa da parte del nemico tramite i suoi esploratori, il guado sul Sicoris era pressoché pronto per essere utilizzato dalle sue truppe. Egli non aveva però il tempo necessario per completare l'opera, tanto da essere costretto ad inviare la propria cavalleria per ritardare la marcia delle truppe nemiche che si stavano dirigendo verso l'Ebro. E sebbene la cavalleria cesariana avesse compiuto un ampio giro, quando raggiunse la retroguardia delle truppe afraniane riuscì ad ostacolare la marcia della colonna, spargendosi tutt'intorno e compiendo continui assalti.
All'alba, dal campo di Cesare era possibile osservare in lontananza la retroguardia nemica assalita dalla cavalleria cesariana. Cesare, lasciatosi convincere dall'ardore dei soldati che temevano che il nemico potesse sfuggire loro, ordinò ai suoi di avanzare e passare il guado, sebbene le opere di scavo non fossero state ancora completate. Posta a guardia dell'accampamento una sola legione, con le altre cinque si apprestò a passare il Sicoris. Il passaggio del fiume fu senza perdite. Giunto sulla sponda opposta, schierò l'esercito e lo fece avanzare su tre linee (in triplicem aciem). La marcia fu estremamente veloce e, sebbene avesse percorso sei miglia in più rispetto all'armata nemica e fosse in ritardo a causa della traversata del fiume, già nel primo pomeriggio di quello stesso giorno Cesare raggiunse il nemico.
Anche in questa circostanza, Cesare fece costruire il proprio accampamento vicino a quello nemico, spingendo i suoi soldati a fraternizzare con quelli del campo avverso. Per evitare questa tattica, Petreio fece uccidere i soldati cesariani che si avventuravano nelle vicinanze del suo campo.
A questo punto l'esercito pompeiano si ritirò nuovamente verso Lerida nelle cui vicinanze si accampò, solamente per essere nuovamente assediato dall'esercito di Cesare. Alla fine del mese di luglio, le truppe di Cesare avevano completamente circondato l'armata nemica, composta da cinque forti legioni, che il 2 agosto si arresero a Cesare senza combattere.

## Conseguenze
Dopo la resa della più grande armata pompeiana in Spagna Ulteriore, Cesare mosse le sue legioni contro Varrone che, al comando delle sue legioni, si trovava nella Spagna Ulteriore.